# Joegoslavische Burgeroorlog
De Joegoslavische Burgeroorlog was een oorlog die met onderbrekingen plaatsvond tussen 1991 en 1999. Die oorlog begon met enkele schermutselingen bij de eenzijdig geproclameerde afscheiding door de republiek Slovenië en werd vervolgens op grotere schaal uitgevochten in vele andere gebieden in de uiteenvallende Joegoslavische federatie, waaronder Kroatië en Bosnië en pas in 1999 in Kosovo.

## Nationalisme binnen de Joegoslavische federatie
Sinds het overlijden van de president Josip Broz Tito in 1980 had het nationalisme binnen de Joegoslavische federatie vrij spel gekregen: in regionale deelrepublieken begonnen etnische groepen zich nationalistisch op te stellen. De Joegoslavische elite voelde zich bedreigd door de snelle ineenstorting van het Oostblok in 1989 en daarna, wat eveneens de chaos in het land vergrootte.
De gevaarlijkste nationalistische ideeën kwamen echter pas nu op in Servië: Slobodan Milošević, die daar aan de macht was gekomen, wilde alle Serviërs in Joegoslavië verenigen in een etnische Servische staat Dit voornemen zou een van de hoofdoorzaken worden van de Joegoslavische burgeroorlog.

## De Tiendaagse Oorlog
De Tiendaagse Oorlog is de naam voor de Sloveense onafhankelijkheidsstrijd, die ontstond met de inval van het Joegoslavische leger (JNA: Jugoslovenska Narodna Armija) in Slovenië na de afgekondigde Sloveense onafhankelijkheidsverklaring van 25 juni 1991. Slovenië had al onder Tito een eigen beperkte strijdmacht, en het federale JNA had er een slechte faam. De operaties in Slovenië liepen dan ook uit op een fiasco. Wel schoot het JNA nog een Oostenrijkse grenspost in brand, wat de Europese sympathie voor de Joegoslavische eenheid niet bevorderde.
Het presidium van Joegoslavië nam op 18 juli 1991 het besluit om het federale leger uit Slovenië terug te trekken binnen een termijn van drie maanden. Hiermee gaf het presidium gevolg aan de afspraken van het op 7 juli 1991 getekende Akkoord van Brioni. De laatste vreemde troepen verlieten Slovenië via de haven van Koper in de nacht van 25 op 26 oktober 1991, waarmee de Sloveense soevereiniteit volledig was hersteld.
Het aantal doden beliep 76, waarvan 19 Slovenen, 45 federalen en 12 vreemdelingen. Slovenië telde 192 gewonden, het Joegoslavische leger 146. De eenheden van de Territoriale Verdediging (zoals de naam van het Sloveense leger luidde; Sloveens: Teritorialna obramba) namen 4693 Joegoslavische soldaten en 252 federale politiemensen gevangen. Tijdens de tien dagen durende oorlog verloor het leger van Joegoslavië 31 tanks, 22 pantservoertuigen, 172 andere voertuigen en 6 helikopters. Op sommige plaatsen had de strijd geen grimmig, maar eerder een operette-achtig karakter: zo kwam het voor dat van een door de Slovenen "belegerde" federale kazerne de Joegoslavische officieren na werktijd doorgang huiswaarts werd verleend.

## De Bosnische Burgeroorlog

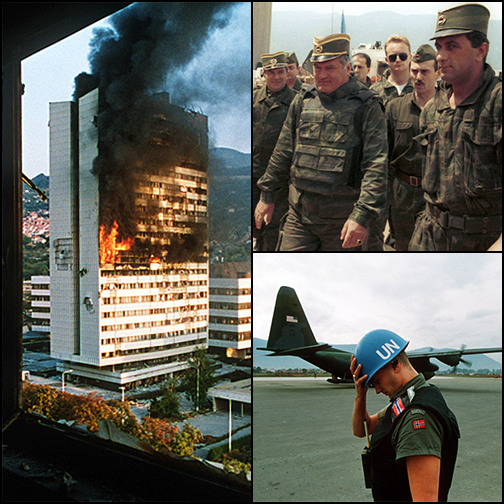
De Bosnische Oorlog. Links: het brandende Bosnische parlement in Sarajevo, na inslagen van artillerievuur in mei 1992. Rechtsboven: Generaal Ratko Mladić met Bosnisch-Servische soldaten. Rechtsonder: een VN-militair in Sarajevo. Foto's van Michail Jevstafjev

De Bosnische regering had op 29 februari en 1 maart 1992 een referendum uitgeschreven met de vraag of Bosnië en Herzegovina onafhankelijk moest worden. De Bosnische Kroaten en Bosniakken (vaak Bosnische moslims genoemd) stemden in meerderheid voor onafhankelijkheid. De Bosnische Serviërs boycotten deze verkiezingen; zij waren tegen onafhankelijkheid en vonden dat het referendum ongrondwettelijk was. Aangezien de meerderheid van de uitgebrachte stemmen in het referendum voor onafhankelijkheid was, riepen de Bosnisch-Kroatische en moslim-parlementsleden op 5 april 1992 de onafhankelijkheid uit. Als reactie hierop riepen de Bosnische Serviërs op 7 april 1992 een eigen republiek uit, de Servische Republiek (Republika Srpska), en claimden ze ook grote gebieden elders in het land waar de Serven vroeger een meerderheid zouden zijn geweest, maar als gevolg van een genocide tijdens de Tweede Wereldoorlog een minderheid waren geworden.
Al voor het referendum vormden elk van de drie etnische groepen eigen legertjes en lokale milities, waarbij de Serven werden gesteund door het Joegoslavisch Volksleger. Daarbij moet worden opgemerkt dat de legertjes en milities zeker in het begin van de oorlog vooral bestonden uit criminelen, voetbalhooligans, nationalisten en paramilitairen en in mindere mate uit gewone soldaten; die laatsten waren namelijk vaak niet bereid te vechten, aangezien de etnische strijd ondanks de propaganda weinig steun onder de bevolking had, waardoor de desertiepercentages zeer hoog waren.
Een van de eerste gewelddadige incidenten vond al plaats op 30 september 1991, toen het Joegoslavische Volksleger het door Bosnische Kroaten bewoonde stadje Ravno verwoestte, tijdens de strijd om het in Kroatië gelegen Dubrovnik. In afwachting van de resultaten van het referendum op 29 februari en 1 maart 1992 escaleerde de situatie snel. Op verschillende plaatsen braken gevechten uit, in eerste instantie tussen Serviërs en Bosniakken. Met name in Oost-Bosnië in de Drina-vallei, en het noordwesten van het land vonden vanaf april 1992 massamoorden en etnische zuiveringen plaats. In de steden Bijeljina, Višegrad, Foča, Bratunac, Sanski Most, Prijedor, Kozarac en andere werd de Bosnische burgerbevolking het doelwit. Serviërs richtten ook vele detentiekampen op waarvan Omarska het meest beruchte is geworden.

### Deelnemers
In het begin van de oorlog (1992) vochten de Bosnische Kroaten en de Bosniakken tegen de Bosnische Serviërs, die als gevolg van de onafhankelijkheidsverklaring een eigen republiek hadden uitgeroepen: de Servische Republiek, gesteund door Servië onder leiding van Slobodan Milošević.
In 1993 ontstond er ook oorlog tussen de moslims en de Bosnische Kroaten, omdat ook de Kroaten een territorium van Bosnië wilden inlijven. De Kroaten kregen hierbij steun vanuit Kroatië. In 1994 sluiten de Bosniakken en Bosnische Kroaten vrede na tussenkomst van de Kroatische president Franjo Tudjman.

### Verloop

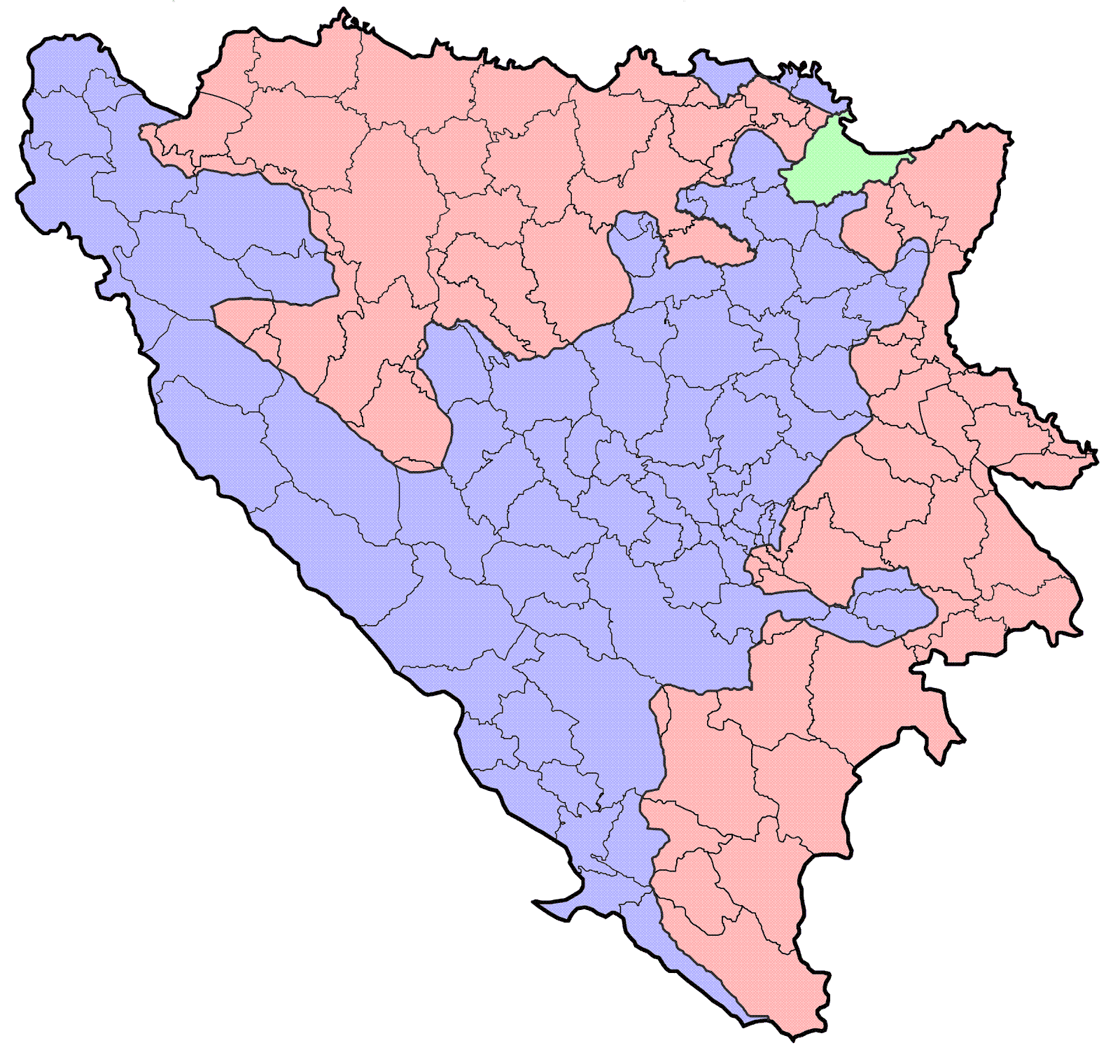
De roze gebieden behoren tot de Servische Republiek, Brčko in groen

Als gevolg van de oorlog in Bosnië en Herzegovina breidde de Veiligheidsraad van de Verenigde Naties het mandaat van de VN-vredesmacht UNPROFOR, die tot dan toe actief was geweest in Kroatië, in juni 1992 uit naar Bosnië en Herzegovina. UNPROFOR kon, gehinderd door een beperkt mandaat, beperkte middelen en het gebrek aan bereidheid van de internationale gemeenschap (met name landen als de Verenigde Staten en Frankrijk) om gewapenderhand in te grijpen, niet voorkomen dat de strijd doorging. Dit bleek frustrerend voor de meeste VN-soldaten. Na de val van Srebrenica en een mortieraanval op een markt in Sarajevo, waarbij vele inwoners van de belegerde stad omkwamen, veranderde het internationale politieke klimaat en werd door de internationale gemeenschap een Rapid Reaction Force ingezet, die werd gesteund met door de NAVO-bombardementen tijdens Operation Deliberate Force. Dit dwong de Serviërs tot het beëindigen van de gewapende strijd en bracht de strijdende partijen aan de onderhandelingstafel in het Amerikaanse Dayton. Als gevolg van deze onderhandelingen en onder druk van verder ingrijpen door de internationale gemeenschap werd het Verdrag van Dayton bereikt.

### Gevolgen
In het Verdrag van Dayton werd bepaald dat de republiek Bosnië en Herzegovina zou gaan bestaan uit twee afzonderlijke entiteiten: de Servische Republiek en de Federatie van Bosnië en Herzegovina. Verder was in het Daytonverdrag ook aandacht voor verkiezingen, mensenrechten en een grondwet. Tegenwoordig kampt Bosnië en Herzegovina met twee verschillende problemen: de wederopbouw na de oorlog en de verandering van een communistisch systeem naar een kapitalistische samenleving.
Na afloop van de Bosnische Burgeroorlog werd de naleving van het Verdrag van Dayton gecontroleerd door, achtereenvolgens, de NAVO-vredesmachten IFOR en SFOR, en later de EU-vredesmacht EUFOR.

## De Kroatische Krajina
De oorlog in Kroatië ging om de Kroatische Krajina, een etnisch Servisch gebied binnen Kroatië dat zich eenzijdig onafhankelijk had verklaard van Zagreb.
Toen Kroatië zich onafhankelijk verklaarde van Joegoslavië - dat was op 25 juni 1991 - werd de nationalist Franjo Tudjman als president gekozen. De in Kroatië woonachtige Serviërs, ongeveer 250.000, zagen dit als een anti-Servisch complot van de Kroatische regering.

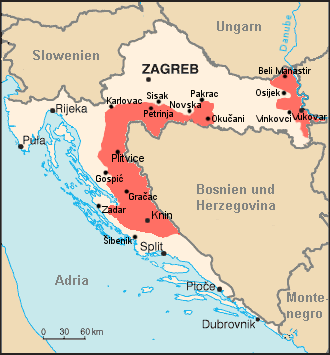
Krajina

Toen de Kroatische regering een referendum over onafhankelijkheid van de in de Kroatische Krajina woonachtige Serviërs onwettig verklaarde, leidde dit ertoe dat partijleider Milan Babić het Onafhankelijk Servisch District (Servisch: Srpska Autonomna oblast, of SAO) opzette. Hij richtte milities op en stelde wegblokkades in, waardoor de Kroatische kustregio Dalmatië van de rest van het land werd afgesneden.
In november 1991 probeerde de VN de gespannen sfeer te verlichten door voor te stellen de Krajina te demilitariseren en onder VN-toezicht te plaatsen. Babić verwierp dit plan echter, en riep de Servische vergadering in Knin op dit ook te doen. Hij wijzigde daarop de naam van zijn oblast in de republiek Servisch Krajina (Servisch: Republika Srpska Krajina).
Pas in 1995 werd het Kroatische regeringsgezag er hersteld via operatie Storm, waarin het Kroatische leger de Servische milities versloeg en Knin bezette. In een uitbarsting van geweld vluchtten ruim 200.000 etnische Serviërs uit de Krajina naar Bosnië of Servië.

## Kosovo
Kosovo was tot voor 1989 een autonome Servische provincie. Toen deze autonomie echter werd afgenomen, begon in 1996 een bloedige oorlog: de Kosovo-oorlog.

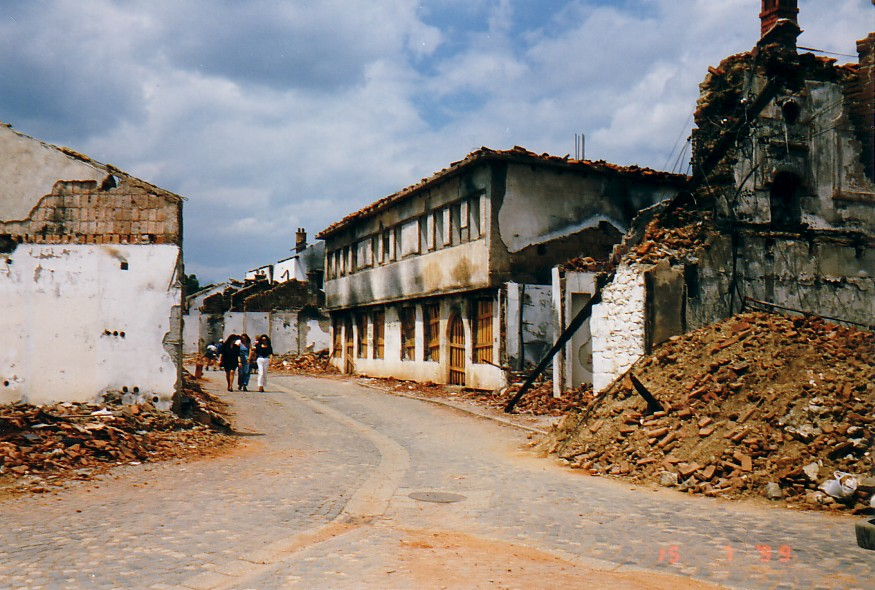
Verwoesting in Kosovo, 1999

Kosovo had van 1989-1996 vreedzaam passief verzet gevoerd tegen de Servische heerschappij in het grotendeels etnische Albanese gebied. In 1996 werd echter het Kosovaarse Bevrijdingsleger opgericht dat zichzelf tot doel stelde Kosovo met geweld te bevrijden, en brak met het passieve standpunt van de regering. Bloedige aanslagen op Serviërs volgden, waardoor de Servische politie steeds wreder tegen de Kosovaarse bevolking op ging treden. Het conflict escaleerde tot de Kosovo-oorlog.
De oorlog duurde tot 1999 en werd aan beide kanten met ongelooflijke wreedheid uitgevochten. Herhaaldelijke pogingen van de internationale gemeenschap om tot vrede te komen hadden geen enkel nut, omdat de Serviërs weigerden een buitenlandse troepenmacht op hun grondgebied toe te laten.
Uiteindelijk werden de Serviërs door de VN verdreven, die daarna een eigen militaire missie opzetten (UNMIK) om Kosovo te besturen. In 2008 riep Kosovo alsnog eenzijdig de onafhankelijkheid uit.